# Probostwo Dolne
Probostwo Dolne – wieś w Polsce położona w województwie kujawsko-pomorskim, w powiecie włocławskim, w gminie Lubanie.
Ziemie tej miejscowości należały w latach 1918–1939 do Kościoła. W końcu ziemie zostały wykupione i została utworzona miejscowość Probostwo Dolne. "Probostwo" dlatego, że ziemie należały do proboszcza parafii, natomiast "Dolne" dlatego, że ziemie te znajdują się po drugiej stronie torów kolejowych i leżą nieco niżej niż gmina Lubanie (~20 m). Na ziemiach, które leżą powyżej gminy, została utworzona miejscowość Probostwo Górne.
W latach 1975–1998 miejscowość administracyjnie należała do województwa włocławskiego. Według Narodowego Spisu Powszechnego (III 2011 r.) liczyła 288 mieszkańców. Jest czwartą co do wielkości miejscowością gminy Lubanie.